# Santería
A santería (ejtsd: szantería) vallási kultuszok afrikai joruba és spanyol katolikus hagyományokat ötvöző összessége az afrokubai népesség körében. Kubában született meg – kicsit irányítottan, kicsit véletlenszerűen – majd onnan továbbterjedt az USA déli nagyvárosaiban (Miami, Los Angeles) élő afroamerikai bevándorlóközösségeiben.
Kubában a rabszolgatartók engedték az ősi, afrikai hit gyakorlását, de mellette megkeresztelték és templomba járatták rabszolgáikat. (Ők az afrikaiak vallását kezdetben csak – tánc és ének kíséretében folytatott – játéknak és szórakozásnak tekintették.) Ez a szinkretizmus születéséhez vezetett. 
A santeríában különös jelentőségük van a szenteknek (santos), akiket a joruba panteon szellemeinek (orisa) feleltetnek meg. Ilyenek például:
- Obbatalá = Jézus és Szűz Mária
- Elegguá = a gyermek Jézus
- Oggún[4] = Szent Péter
- Babajú Alé = Szent Lázár
- Csangó = Szent Borbála
- Jemajá = Szent Ágoston rendjének Fekete Szüze
- Ocsún = az El Cobre-i Szűz Santiago de Cuba mellett

A joruba és a katolikus vallás közötti kapcsolat békés Kubában és azon kívül is. 1870-től általánosan elfogadottá váltak az afrikai eredetű vallások és csoportok működése. 
A látszatra többistenhitű vallás az oszthatatlan Isten hitén nyugszik és a Mindenható maga Olofi, a minden istenek felett álló. A Szentháromság alakjai: Olofi, Olordumare és Olorún. Olordumare a Nagy Kozmikus Ész-t, az Atyaisten létét jelképezi. Olorún a Nap, vagyis az isteni energia megtestesítője. 
Az istentiszteletek során szerephez jutnak a joruba imák és dalok, a dobszó (amely olykor a szellemek hangcsöve), valamint a szent erővel bíró kövek, amelyeket a szellemekkel hoznak összefüggésbe, az oltár alatt helyeznek el, "megkeresztelnek", s minden évben vérrel és növényekkel táplálnak. 
A santería papjai a babalos-ok. A 10 ezer főt is meghaladja a létszámuk. Mitikus körülmények között ott a felszentelt helyeiken fogadják a hívőket, amulettek és ceremóniáikon használatos tárgyaik körében. 
E vallásnak fontos eleme a jóslás. A hatalom a mágián keresztül érvényesül; az orisák jutalmazhatják és büntethetik az embereket. Tanácsot adhatnak és a tiszta energia birtokosaként befolyásolhatják a földi életet. A médiumok segítségével megidézhetik a gonosz és jó szellemeket a spirituális csarnokban, ahol a szeánsz zajlik. 